# Портальс-Ноус
Порта́льс-Ноу́с, также Пурта́лс Ноу́с (исп. Portals Nous) — курортный посёлок в муниципалитете Кальвия в Испании на одном из самых больших Балеарских островов — Мальорке. Расположен в 9 километрах от столицы острова — Пальмы.
Численность населения курорта в 2017 году составила 2158 человек.

## История
До 1866 года поселение на месте современного Портальс-Ноус было известно как Эльс Террерс де С’Хосталет (Els Terrers de S’Hostalet). На возвышенности рядом с городом находится церковь, в которой хранится икона «Порталы Богородицы» (Portals de la Virgen). Именно она дала название посёлку. Урбанизация поселения началась в 1930-х годах. До начала Гражданской войны в этом районе строили свои резиденции семьи среднего класса Пальмы. Идея строительства пристани для яхт в этом месте появилась в 1932 году, но была реализована лишь в 1986 году Клаусом и Маргаритой Граф — немецким семейством, владельцами известных марок бытовой техники и кранов. Генеральным директором порта в настоящее время является их дочь Коринна Граф (Corinna Graf).
До 1950-х годов жители Портальс-Ноуса, как и всех остальных маленьких прибрежных поселений на острове, занимались рыбной ловлей и земледелием. Однако туристический бум 1950—1960-х годов привёл к тому, что климат и природа Мальорки стали известны всему миру, и некогда простенькие деревни стали превращаться в благоустроенные курорты. В Портальс-Ноус стали открываться роскошные отели, большие магазины и рестораны. Местные власти занялись улучшением качества пляжей, и сегодня этот посёлок — один из любимейших курортов богатых и знаменитых людей.

## Описание
Портальс-Ноус представляет из себя тихое место с широкой бухтой, в которой расположен небольшой остров Ден-Салес (Den Sales).
С ним практически слился жилой район Бендинат (Bendinat).
В Портальс-Ноус имеется множество отелей, апартаментов, магазинов, ресторанов, таверн, три пляжа, а также знаменитая пристань для яхт Пуэрто Портальс (Puerto Portals).
Несмотря на то, что во времена Реконкисты многие творения арабских архитекторов были разрушены, а большинство мечетей после отвоевания Мальорки у мавров было перестроено в католические храмы, в Портальс-Ноус сохранились остатки мавританской культуры. В посёлке также есть несколько византийских храмов.
Портальс-Ноус — один из самых дорогих районов на юге острова Майорка, где находятся виллы, принадлежащие миллионерам со всего света.
Среди денежной аристократии особенно популярны элитное бистро «Tristán» и терраса ресторана «Flanigan».
Городские фестивали отмечаются с 12 по 15 августа.

## Пуэрто Портальс
Морская пристань Пуэрто Портальс (Puerto Portals) является главной достопримечательностью Портальс-Ноус. Она признана лучшей пристанью для яхт не только на Мальорке, но и во всем Средиземноморье. В Пуэрто Портальс имеется 670 мест для судов длиной от 8 до 60 метров и 169 мест для транзитных судов.
Пуэрто Портальс является местом встреч бизнесменов, известных актёров, певцов и политиков, высокопоставленных фигур и членов королевской семьи Испании во время их летнего пребывания во дворце Маривент (Palacio de Marivent).
Спокойный днём Пуэрто Портальс становится шумным ночью, так как это идеальное место для вечеринки или ужина, и не только для тех, у кого есть пришвартованная в порту яхта, но и для простых туристов.

## Развлечения
В Портальс-Ноус есть аквапарк «Маринелэнд» (Marineland), включающий в себя дельфинарий, где проводятся шоу с дельфинами и тюленями.
В посёлке есть три пляжа:
- пляж Плайя де Портальс-Ноус или Кала-Бендинат (Platja de Portals Nous, Cala Bendinat) расположен между бухтой Пуэрто Портальс и географической точкой под названием Пунта де на Дина (Sa Punta de na Dina). Это небольшой песчаный пляж, окружённый невысокими скалами, соснами и традиционной островной растительностью. На море здесь не бывает волн, вода тёплая и прозрачная.[13]
- пляж Плайя-дель-Оратори (Platja de l’Oratori) находится в 11 километрах от Пальмы, между Пуэрто Портальс и районом Бендинат. Местные жители чаще называют пляжем или бухтой Портальс-Ноус (Portals Nous, Cala Portals Nous). Он расположен напротив острова Ден-Салес.[14]
- пляж Плайя-д’эн-Бланес (Platja d’en Blanes) расположен рядом с дельфинарием и теннисными кортами, недалеко от Пуэрто-Портальс.[15]

Жилой район Бендинат известен своим полем для гольфа «Real Golf de Bendinat». Это 18-луночное поле, одно из лучших на Майорке, расположено в самом центре роскошных апартаментов, в живописной долине. Почётным президентом гольф-клуба является король Испании Хуан Карлос.

## Галерея

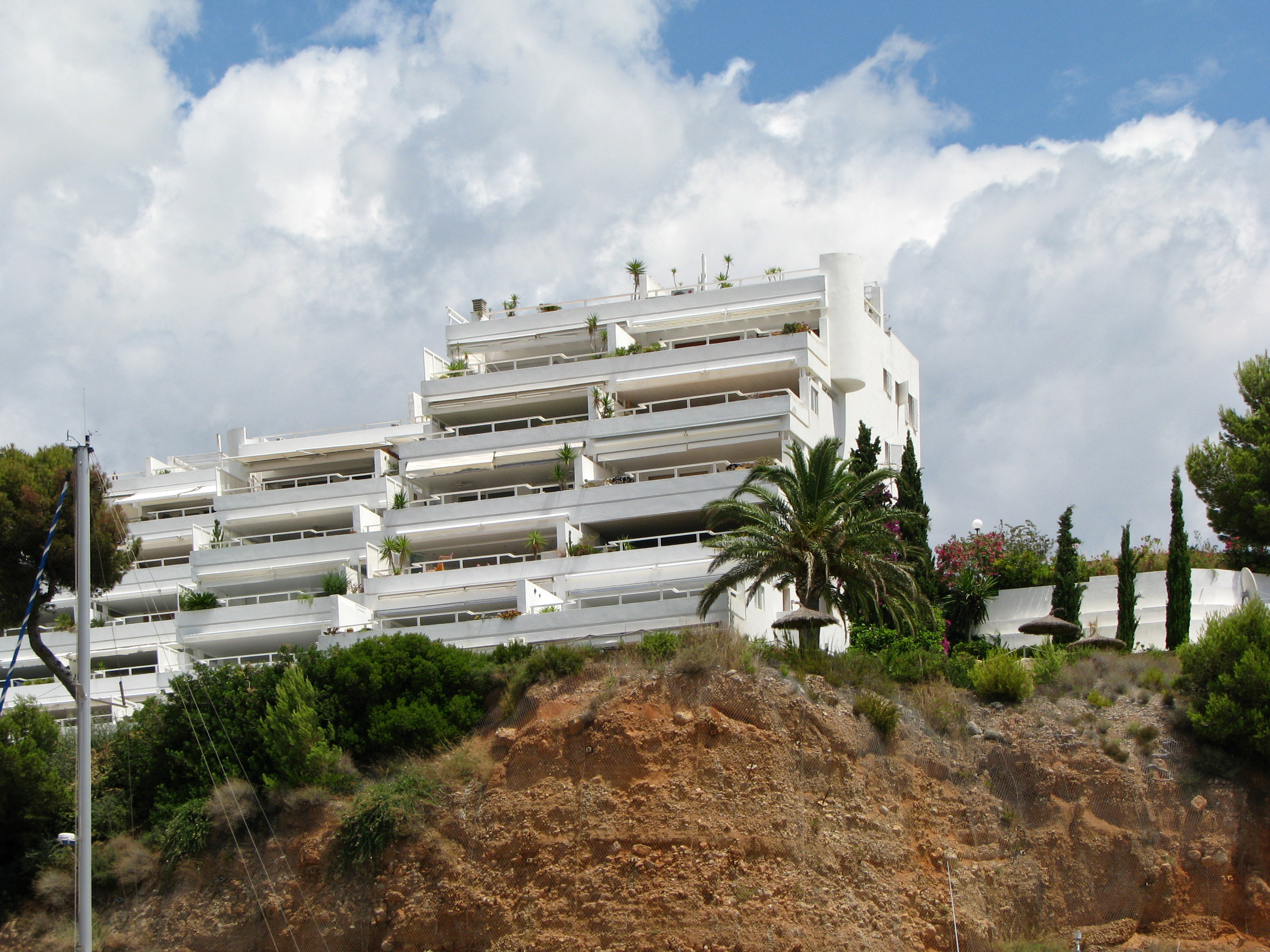
Апартаменты в Портальс-Ноус
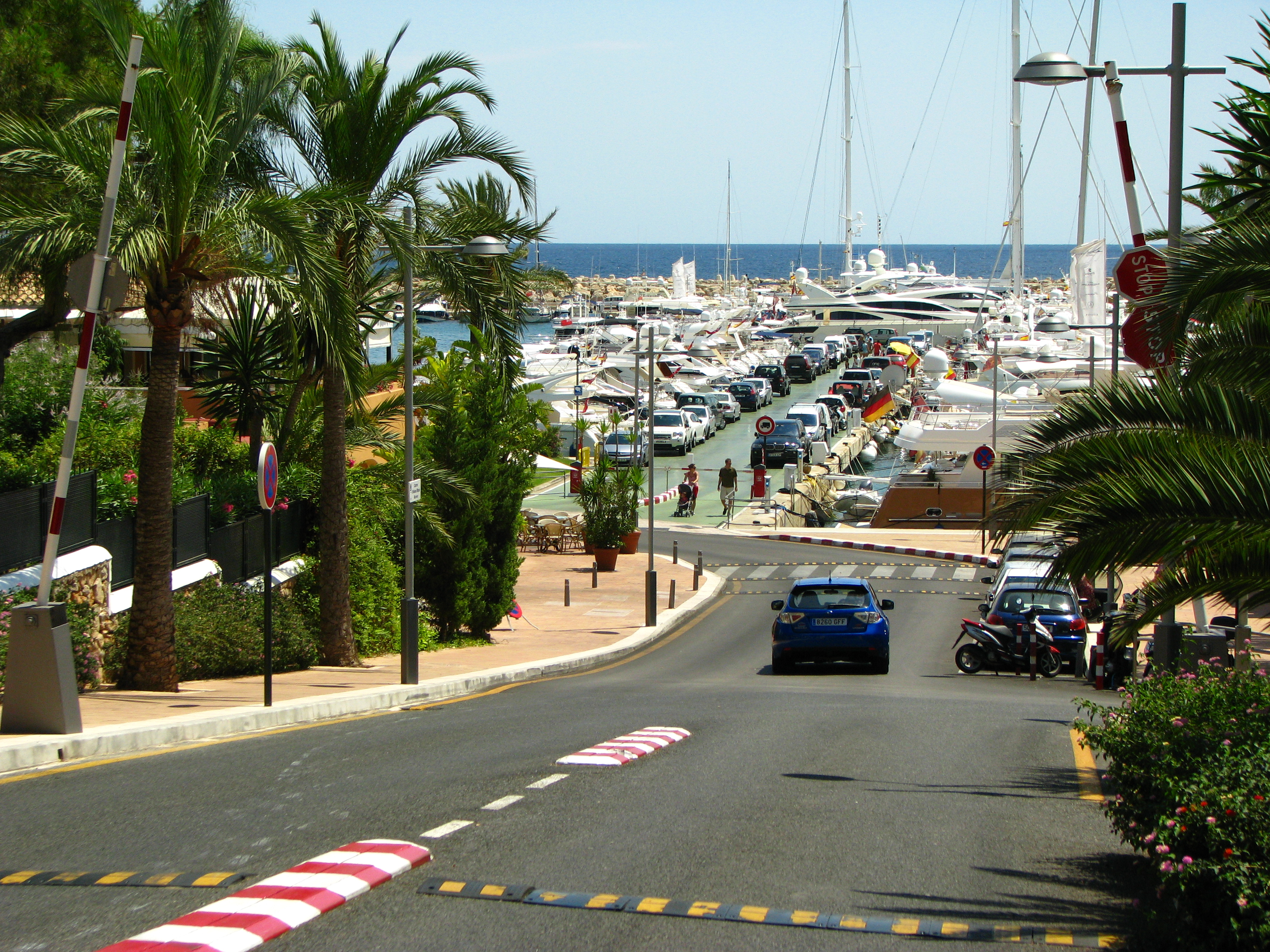
Пуэрто Портальс
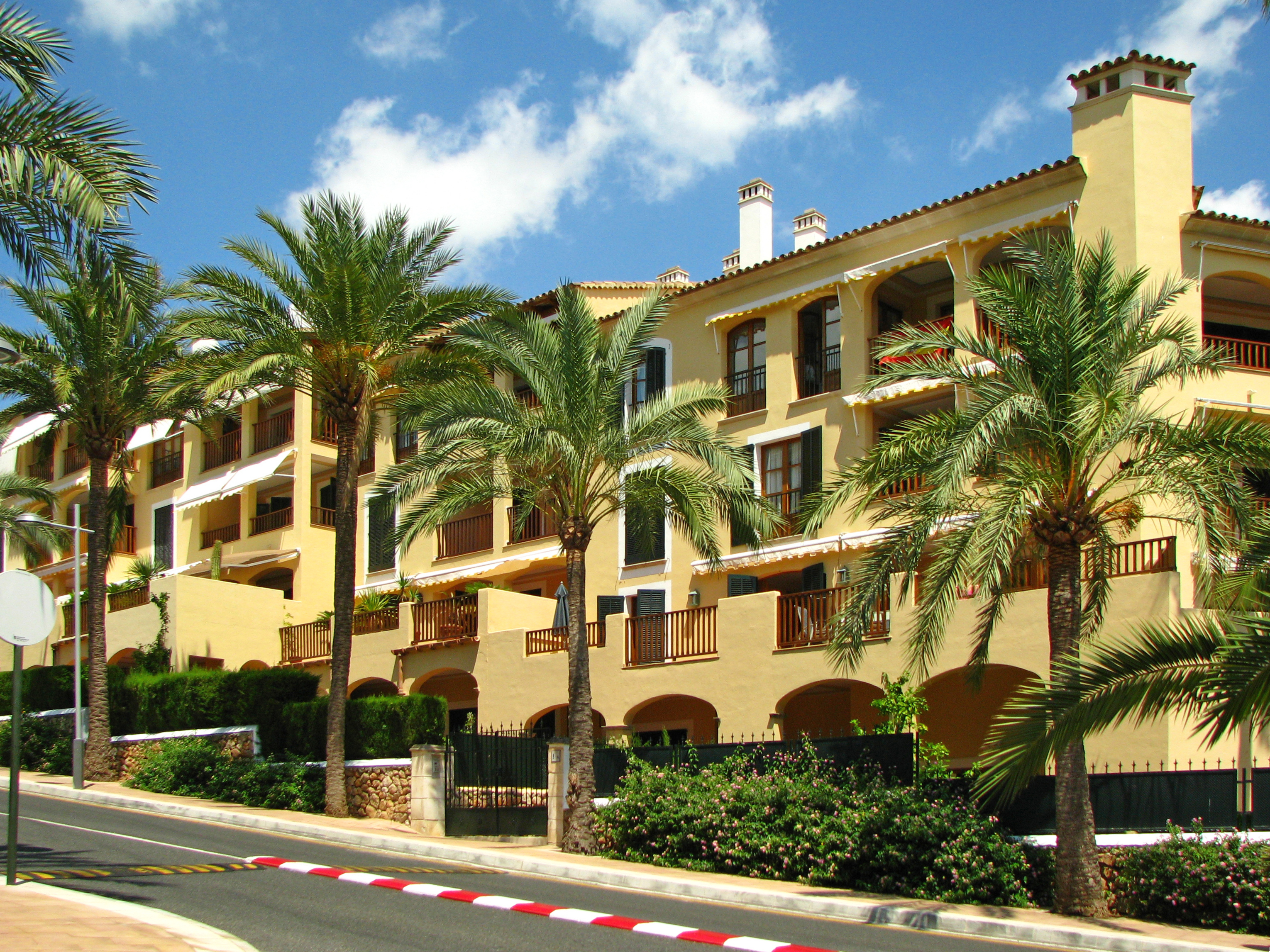
Жилой дом в Пуэрто Портальс
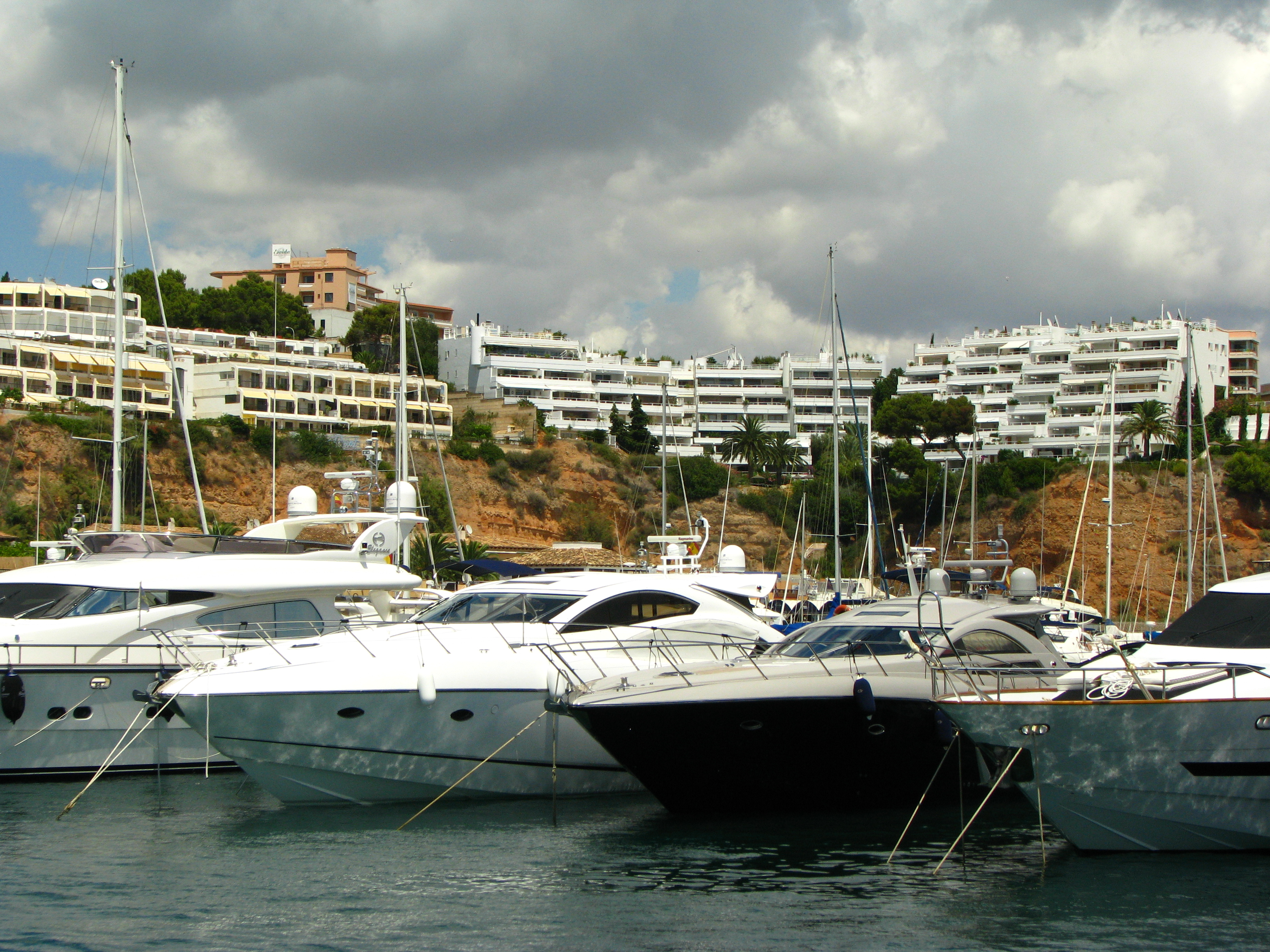
Жилые дома в Портальс-Ноус, вид из Пуэрто Портальс
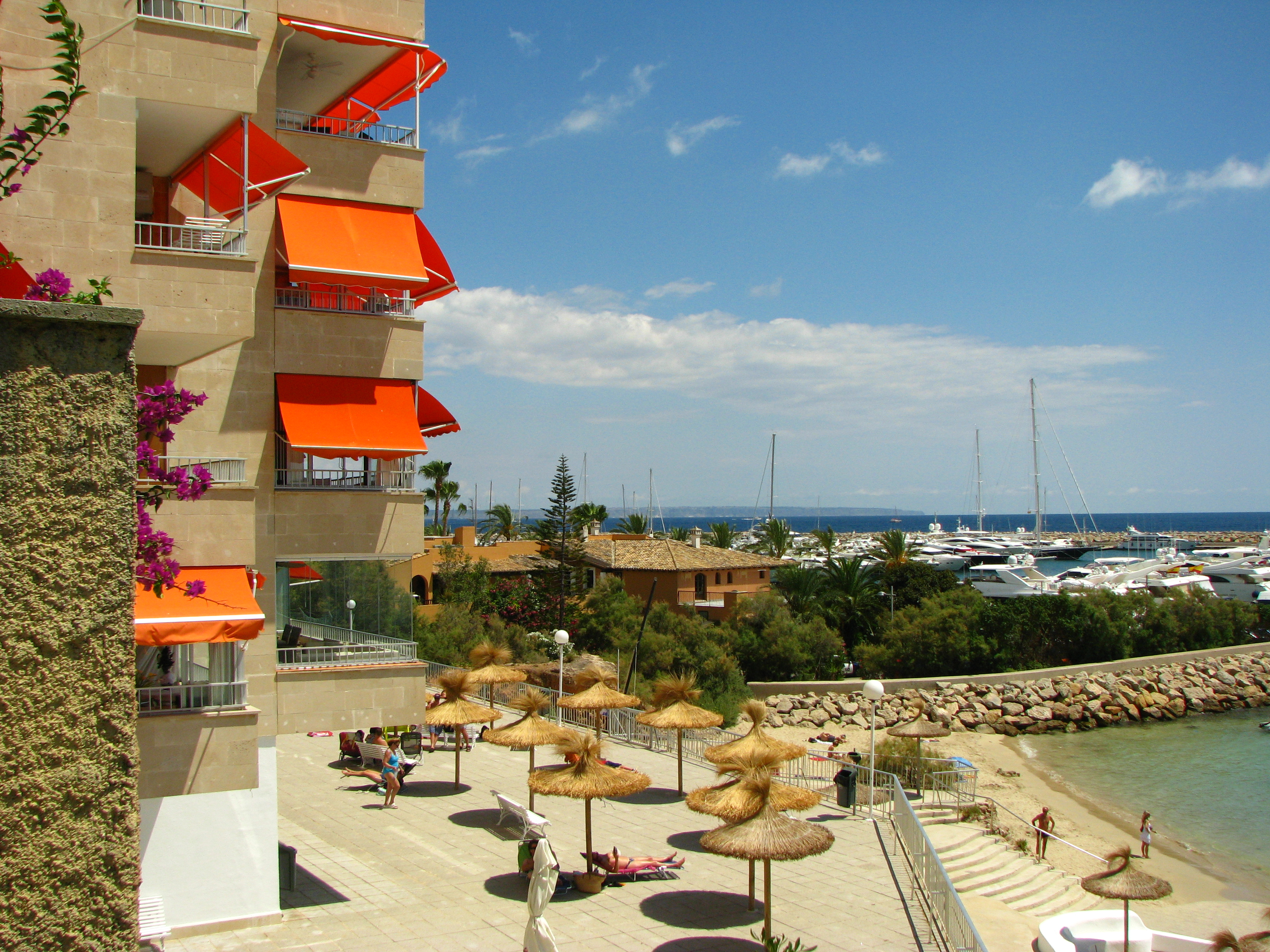
Апартаменты в Пуэрто Портальс
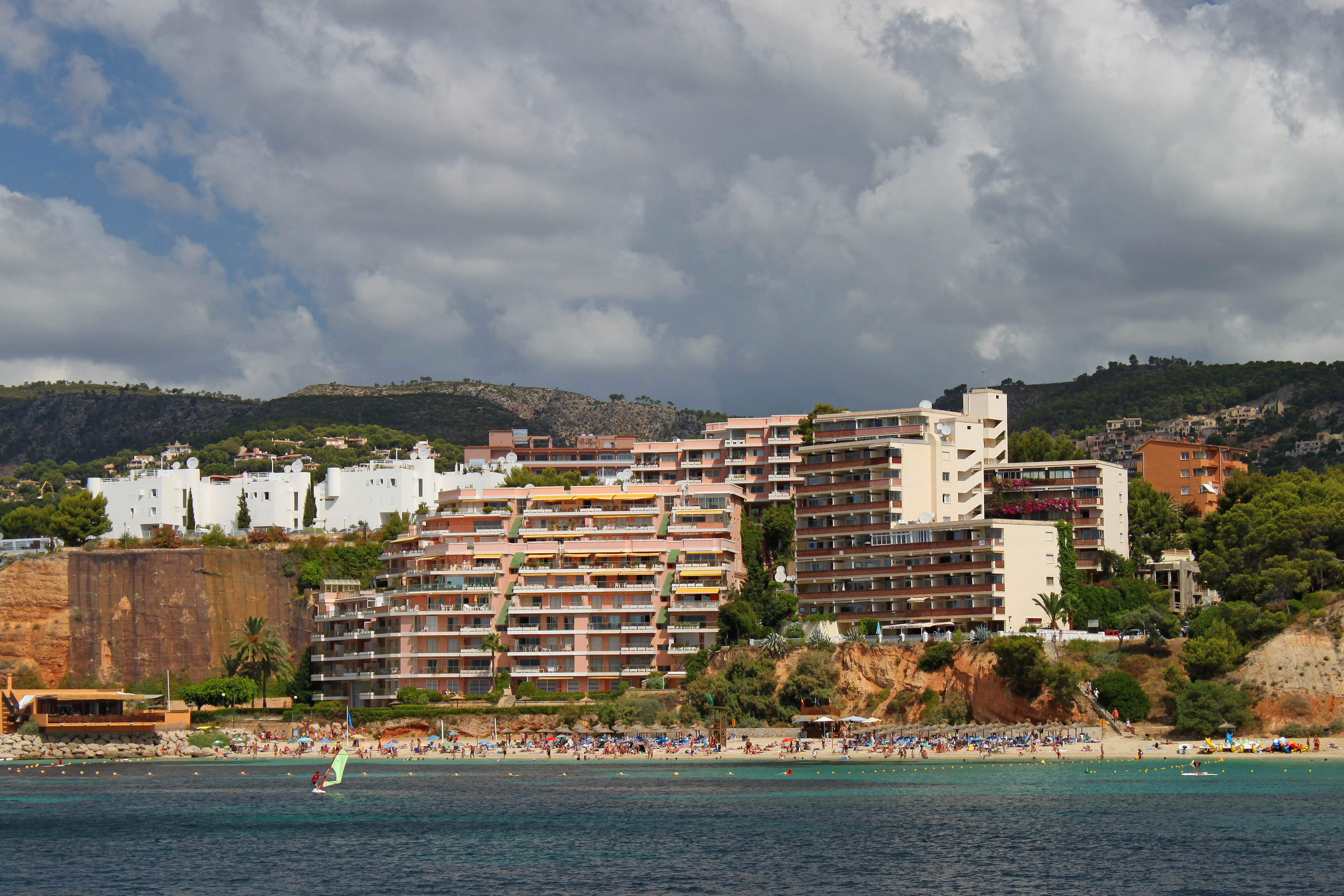
Пляж Плайя-дель-Оратори